# Marco Maronese
Marco Maronese (né le 25 décembre 1994 à Motta di Livenza) est un coureur cycliste italien.

## Biographie
Marco Maronese est originaire de Motta di Livenza, une commune située en Vénétie. Il commence le cyclisme à l'âge de neuf ou dix ans,. 
Bon sprinteur, il s'impose à onze reprises dans les rangs juniors (moins de 19 ans). Il court ensuite au sein des clubs Food Italia Mg K Vis Norda, Delio Gallina Colosio Eurofeed et Zalf Euromobil Désirée Fior lors de ses quatre saisons espoirs (moins de 23 ans). Chez les amateurs italiens, il s'illustre en obtenant une dizaine de victoires et de nombreuses places d'honneur. Il remporte par ailleurs le Circuito del Porto-Trofeo Arvedi en 2016. La même année, il se fait remarquer au niveau professionnel en terminant cinquième d'une étape au sprint sur la Semaine internationale Coppi et Bartali, sous les couleurs d'une sélection nationale italienne. 
Il passe finalement professionnel en 2017 au sein de l'équipe Bardiani CSF.

## Palmarès
- 2012
  - 3e du Gran Premio Sportivi di Loria
- 2014
  - Circuit de Cesa
  - 3e du Grand Prix cycliste de Gemenc
- 2015
  - Trophée Visentini
  - Vicence-Bionde
  - Circuito del Termen
  - Gran Premio Sportivi San Vigilio
  - Medaglia d'Oro Nino Ronco
  - Gran Premio Calvatone
  - Gran Premio Somma
  - 2e du Mémorial Polese
  - 2e de La Popolarissima
  - 2e du Trophée de la ville de Castelfidardo
  - 2e du Trophée Giacomo Larghi
  - 2e de Pistoia-Fiorano
  - 2e du Trofeo Gianfranco Bianchin
  - 2e du Gran Premio Ciclistico Arcade
  - 2e du Trofeo Viguzzolo
  - 2e du Gran Premio Fiera del Riso
  - 3e de Milan-Busseto
  - 3e du Mémorial Carlo Valentini
- 2016
  - Mémorial Polese
  - Coppa Belricetto
  - Mémorial Carlo Valentini
  - Circuito del Porto-Trofeo Arvedi
  - Trophée Stefano Fumagalli
  - Circuito Alzanese
  - 2e du Grand Prix De Nardi
  - 2e de Vicence-Bionde
  - 2e du Trophée Mario Zanchi
  - 2e de Pistoia-Fiorano
  - 2e du Mémorial Guido Zamperioli
  - 2e du Gran Premio Ciclistico Arcade
  - 2e du Gran Premio Industria del Cuoio e delle Pelli
  - 3e du Circuito del Termen
  - 3e du Gran Premio Somma
- 2018
  - 2e du Grand Prix International de Rhodes

## Classements mondiaux
| Année           | 2015 | 2016 |
| --------------- | ---- | ---- |
| UCI Europe Tour | 998e | 783e |